# Attero Dominatus
Attero Dominatus treći je studijski album švedskog power metal sastava Sabaton.
Pjesme im, kao i na prethodnom albumu, uglavnom govore o ratu (osim pjesme "Metal Crüe" koja govori o heavy metalu). Pjesma "We Burn" govori o ratu u BiH.

## Popis pjesama
Glazba: Joakim Brodén.
| 1.    | »Attero Dominatus«     | Brodén, Pär Sundström | 3:43 |
| 2.    | »Nuclear Attack«       | Brodén                | 4:10 |
| 3.    | »Rise of Evil«         | Brodén                | 8:19 |
| 4.    | »In the Name of God«   | Brodén                | 4:06 |
| 5.    | »We Burn«              | Sundström             | 2:55 |
| 6.    | »Angels Calling«       | Brodén                | 5:57 |
| 7.    | »Back in Control«      | Brodén, Sundström     | 3:14 |
| 8.    | »A Light in the Black« | Brodén, Sundström     | 4:52 |
| 9.    | »Metal Crüe«           | Brodén                | 3:42 |
| 40:58 |                        |                       |      |

## Izvođači
1. Joakim Brodén - vokali
2. Rickard Sundén - gitara
3. Oskar Montelius - gitara
4. Pär Sundström - bas-gitara
5. Daniel Mullback - bubnjevi
6. Daniel Mÿhr - klavijature